# Cuauhtémoc (estación del Metrorrey)
Para la estación del Metro de la CDMX véase Cuauhtémoc (estación del Metro de la Ciudad de México).
Cuauhtémoc es una estación del Metro de Monterrey. Se encuentra ubicada en la avenida Colón esquina con Cuauhtémoc en Monterrey, Nuevo León. Es una de las cinco más utilizadas del sistema junto a Padre Mier, Exposición, Talleres y Sendero y se destaca por las correspondencias de la Línea 1 que es elevada y la Línea 2 que es subterránea.
El icono de la estación es la representación del busto de Cuauhtémoc. El nombre de la estación se debe a que esta se localiza en el cruce de las avenidas Colón y Cuauhtémoc.

## Estación

### Línea 1
Es una estación elevada, correspondencia con la línea 2. A diferencia de las demás estaciones, esta estación tiene un diseño diferente: por afuera un círculo que está rodeado por un medio círculo. Hacia el poniente lleva a Talleres y hacia el oriente lleva hasta Exposición. La correspondencia hacia la Línea 2 se localiza bajando por las escaleras del lado poniente. La estación fue proyectada por Pladis. Cuenta con una vía enlace entre las líneas, la cual es utilizada para intercambiar trenes entre las líneas.

### Línea 2
Es una estación subterránea, correspondencia con la Línea 1. Cuenta con servicio de aire acondicionado y cuenta con algunos murales. La misma tiene 2 amplios andenes centrales y 3 vías, quedando una en posición central y las otras 2 a los laterales. Lleva hasta Hospital Metropolitano hacia el sur y Sendero hacia el norte.

## Conexiones

### TransMetro
- Cuauhtémoc - San Agustín – Gómez Morín: Inició operaciones el 24 de abril de 2023 con el fin de abastecer de servicio a la Av. Venustiano Carranza, así como a la zona de San Agustín llegando hasta la zona de El Palacio de Hierro en el municipio de San Pedro Garza García. Cuenta con parada facultativa y su sistema de pago es el implementado en 2022 ($15.00).

## Otros
- En el vestíbulo de la estación se encuentran algunas tiendas comerciales, como lo son una tienda de autoservicio OXXO, una tienda tipo Expendio Bimbo y un par de tiendas más donde pueden adquirirse accesorios varios, además de contar con un pequeño local de café llamado El Café de Papá.
- En el vestíbulo de la estación suelen realizarse eventos musicales los fines de semana.